# Platasteriidae
Famille
Les Platasteriidae forment une famille d'échinodermes ne contenant qu'une seule espèce. Cette famille n'est pas reconnue par la plupart des taxinomies modernes comme WoRMS, qui rangent la seule espèce de cette famille parmi les Luidiidae, sous le nom de Luidia latiradiata.

## Liste des espèces
Selon ITIS (24 janvier 2014) :
- genre Plasterias Gray, 1871
  - Plasterias latiradiata Gray, 1871